# Пустиња Танами
Пустиња Танами се налази у северном делу Аустралије на простору Северне Територије. Захвата површину од 185.000 km². Према типу подлоге спада у камените пустиње.